# Sandolândia
Sandolândia là một đô thị thuộc bang Tocantins, Brasil. Đô thị này có diện tích 3528,609 km², dân số năm 2007 là 3443 người, mật độ 0,98 người/km².